# Mura austriache di Verona
Con mura austriache di Verona, conosciute anche come mura magistrali o cinta magistrale, si intende l'importante cortina difensiva provvista di numerosi bastioni e porte monumentali che circonda la città di Verona, in parte ampliata e ristrutturata nel XIX secolo durante la dominazione austriaca del Regno Lombardo-Veneto, in parte ereditata dalle precedenti fortificazioni medievali e moderne. La cinta difensiva scaligera e quella veneziana, infatti, avevano subito importanti danneggiamenti durante le guerre napoleoniche e dovettero essere ristrutturate, anche in funzione delle nuove discipline e tattiche militari: il progetto e i lavori furono affidati nel 1827 a Franz von Scholl, uno dei maggiori architetti militari dell'Impero austriaco.